# Torneo masculino de béisbol en los Juegos Panamericanos de 1967
El béisbol en los Juegos Panamericanos de 1967 estuvo compuesto por un único evento masculino, se disputó en Winnipeg, Canadá del 23 de julio al 6 de agosto de 1967. El oro se lo llevó Estados Unidos en una final a tres juegos contra Cuba.

## Equipos participantes
- Canadá(CAN)
- Cuba(CUB)
- Estados Unidos(USA)
- México(MEX)
- Puerto Rico(PUR)

## Primera ronda
Los dos primero clasificaron a la final y el tercero ganó el bronce.
| Posición | Selección      | Ganados | Perdidos | CA | CP |
| -------- | -------------- | ------- | -------- | -- | -- |
| 1        | Cuba           | 7       | 1        | 47 | 30 |
| 2        | Estados Unidos | 6       | 2        | 56 | 35 |
| 3        | Puerto Rico    | 4       | 4        | 34 | 40 |
| 4        | Canadá         | 2       | 6        | 35 | 60 |
| 5        | México         | 1       | 7        | 31 | 40 |

|  |                                 |
|  | Clasificados a la final.        |
|  | Ganador de la medalla de bronce |

Primera jornada 24 de julio
- México 3-1  Canadá
- Cuba 4-3  Estados Unidos
- Descanso:  Puerto Rico

Segunda jornada
25 de julio
- Estados Unidos 4-1  México
- Canadá 3-2  Puerto Rico
- Descanso:  Cuba

Tercera jornada
26 de julio
- Cuba 4-1  México
- Estados Unidos 8-3  Puerto Rico
- Descanso:  Canadá

Cuarta jornada
27 de julio
- Estados Unidos 14-10  Canadá
- Cuba 3-0  Puerto Rico
- Descanso:  México

Quinta jornada
28 de julio
- Cuba 6-4  Canadá
- Puerto Rico 9-5  México
- Descanso:  Estados Unidos

Sexta jornada
29 de julio
- Cuba 9-2  Estados Unidos
- México 7-3  Canadá
- Descanso:  Puerto Rico

Séptima jornada
30 de julio
- Estados Unidos 6-3  México
- Puerto Rico 5-2  Canadá
- Descanso:  Cuba

Octava jornada
31 de julio
- Cuba 6-5  México
- Estados Unidos 7-3  Puerto Rico
- Descanso:  Canadá

Novena jornada
1 de agosto
- Estados Unidos 14-2  Canadá
- Cuba 6-5  Puerto Rico
- Descanso:  México

Décima jornada
2 de agosto
- Canadá 10-9  Cuba
- Puerto Rico 7-6  México
- Descanso:  Estados Unidos

## Final
La final se disputó a tres juegos siendo ganador del oro el primero en ganar dos juegos:
- Juego 1:  Estados Unidos 8:3  Cuba (3 de agosto)
- Juego 2:  Cuba 7:5  Estados Unidos (4 de agosto)
- Juego 3:  Estados Unidos 2:1  Cuba (5 de agosto)